# Goliany
Goliany [ɡɔˈljanɨ] es un pueblo ubicado en el distrito administrativo de Gmina Błędów, dentro del Condado de Grójec, Voivodato de Mazovia, en el este de Polonia central. Se encuentra aproximadamente a 7 kilómetros al noreste de Błędów, a 9 kilómetros al suroeste de Grójec, y a 48 kilómetros al sur de Varsovia.
El pueblo tiene una población de 120 habitantes.